# 联邦军
联邦军（Union Army），美国南北战争(美国内战)时期泛指北方联邦方面军队，亦稱北军（Northern Army）、联邦陆军（Federal Army）、洋基佬（the Yankees）(南军以该词贬损和称呼北军)等。在美国南北战争期间，联邦军作战的最高目标是击败联盟军，保卫美国国家统一。联邦陆军最终有效地保卫了一个持续有效、完整的共和国。它主要由北方未脱离联邦的美军正规军、義務役官兵、國民兵兵员以及南方反对奴隶制、要求联邦统一的志愿兵组成。
在战争期间联邦总共招募了2,128,948名联邦军士兵，其中包括178,895名有色人种士兵；白人士兵中有25%都出生在美国之外。 最初动员的北军士兵只约定了3个月的服役期，而在这之后他们大多选择继续在北军中服役3年。这些北军官兵中总共大约有596,670人因各种原因死亡、失踪、受伤或致残。 内战中，北军依靠联邦强大的经济实力、后勤、兵员补充能力最终击败了南军。

## 历史
美国内战开始于1861年4月，当时整个北军只有正规军的16,000人，其中还有许多南部人陆续辞职加入了南部联盟军。联邦正规军只有19个团，其中包括5个骑兵团、10个步兵团和4个炮兵团。在这些团下属的198个连中，共有183个连驻扎在遍布泛密西西比河西部地区各地孤零零的边境哨所。其它的连都部署在加拿大边界或是分布在大西洋沿岸以及墨西哥湾的各个岸防炮兵要塞里。
联邦总统亚伯拉罕·林肯呼吁召集75,000志愿军服役三个月用以平定南部联盟的“暴动”。1861年7月22日，国会授权再募集五十万人的志愿军。
呼吁组建志愿军在最初受到了北方人的积极响应，在废奴主义者、移民等群体获得了稳定的兵员。超过10,000德国人在纽约州和宾夕法尼亚州立即回应了林肯的请求。随着越来越多的兵员需要，志愿参战的人反而越来越少，金钱奖励和强迫征募等手段被迫使用。然而，1861年4月至1865年4月，至少有二百五十万人在联邦军，其中绝大多数都是志愿参战的志愿兵。

## 组织
聯邦軍由眾多組織組成，這些組織通常按地域進行組織。

### 战区
分为东部战区，西部战区等。

### 防區
如密西西比河防區，詹姆斯河防區等。

### 军区
军区覆盖的区域中一般驻有野战军，常见的以河流命名，如田纳西河军区，坎伯兰河军区，或以区域命名，如太平洋军区，新英格兰军区，东部军区，西部军区，中部军区等。

### 军分区

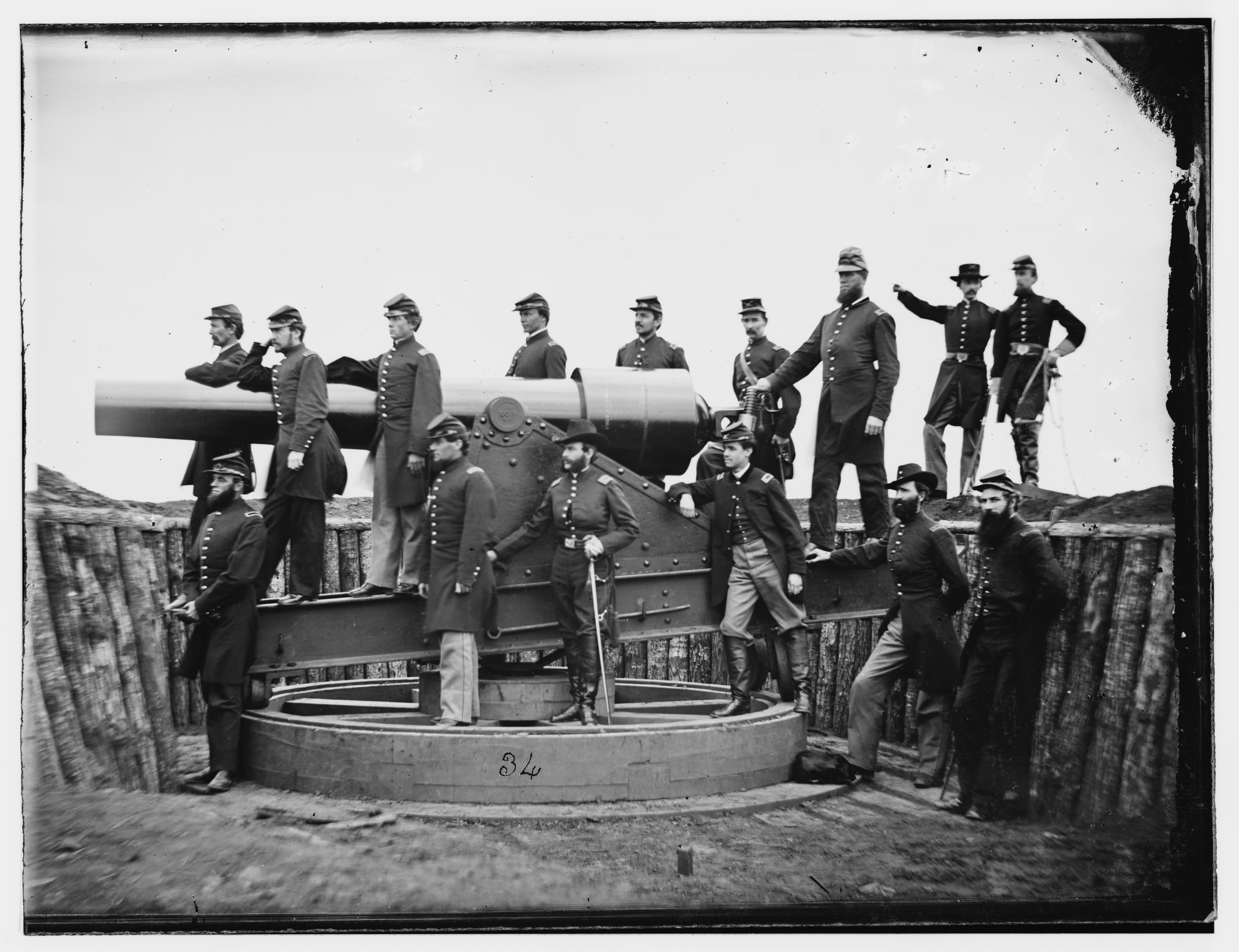
马萨诸塞州第三重装炮兵团士官(1865)，摄于华盛顿特区

军区的一些小的划分，如东田纳西军分区。
　　

### 军团
最高级别的战斗力量，著名的军团有以下这些：
- 坎伯兰河军团，主要活跃在在田纳西州，后来是乔治亚州，指挥官为威廉·罗斯克兰斯和乔治·亨利·托马斯。
- 乔治亚军团，活跃在向海洋进军，指挥官亨利·斯洛克姆。
- 海湾军团，活跃在墨西哥湾，指挥官本杰明·巴特勒，纳撒尼尔·班克斯和爱德华·坎比。
- 詹姆斯河军团，活跃在弗吉尼亚半岛，1864 - 65年，指挥官本杰明·巴特勒和爱德华·曼特。
- 密西西比河军团。
- 俄亥俄军团。
- 波托马克河军团，活跃在东部战区，指挥官乔治·麦克莱伦，安布罗斯·伯恩赛德，约瑟夫·胡克和乔治·米德。
- 雪兰多亚河军团，活跃在雪兰多亚河谷，指挥官大卫·亨特，菲利普·谢里丹和霍雷肖·赖特。
- 田纳西军团，活跃在西部战区，指挥官尤利西斯·格兰特，威廉·谢尔曼，詹姆斯·麦克弗森和奥利弗·霍华德。
- 弗吉尼亚军团，集中活跃在约翰·波普发动的北弗吉尼亚会战。

## 人员组织
战争期间作战部队的粗略规模： 
- 军团 – 12,000至14,000人
- 师 – 3,000至7,000人
- 旅 – 800至1,700人
- 团 – 350至400人
- 连 – 34至40人

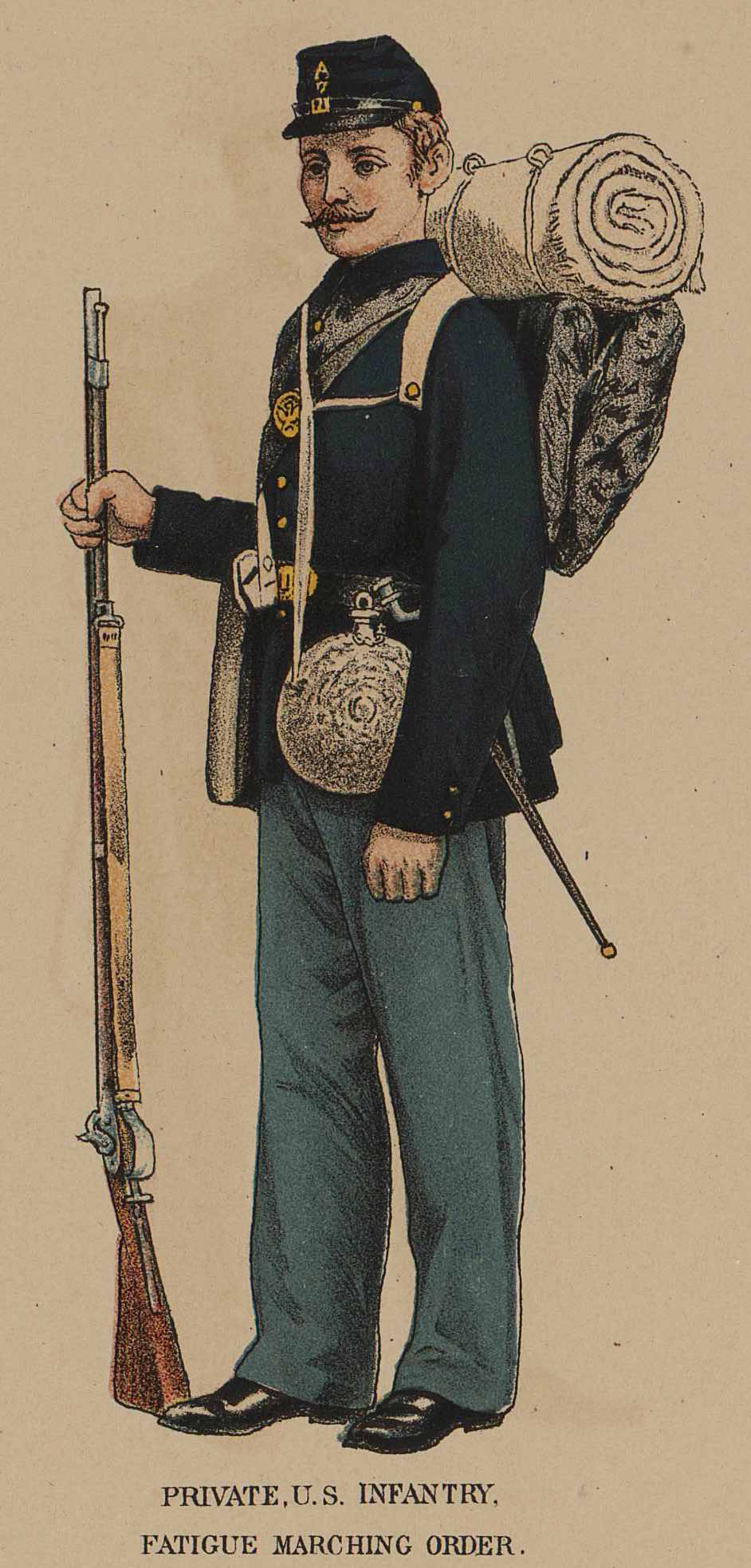
聯邦軍士兵制服

在团制建制下，团是主要的永久建制单位。多个团往往会组成一个旅，由一位准将指挥。根据情况，旅很容易发生变化。通常，团级部队到达战场以后，便会根据团的部署地点以及与其他团的相对位置，再组成旅级部队。

## 领袖
在联邦军存在期间担任总司令的人：
- 温菲尔德·斯科特（Winfield Scott）：1841年7月5日 – 1861年11月1日
- 乔治·麦克莱伦（George B.McClellan）：1861年11月1日 – 1862年3月11日
- 亨利·哈雷克（Henry W. Halleck）：1862年7月23日 – 1864年3月9日
- 尤利西斯·格兰特（Ulysses S.Grant）：1864年3月9日 – 1869年3月4日

1862年3月11日至7月23日之间的空白，由林肯总统和战争部长埃德温·M·斯坦顿在一个“战争委员会”协助下直接控制。该委员会成立于1862年3月17日，包括主席森·A·希契科克，以及战争部首脑洛伦佐·托马斯，蒙哥马利·C·梅格斯，约瑟夫G.托滕，詹姆斯·里普利和约瑟夫·P·泰勒。 

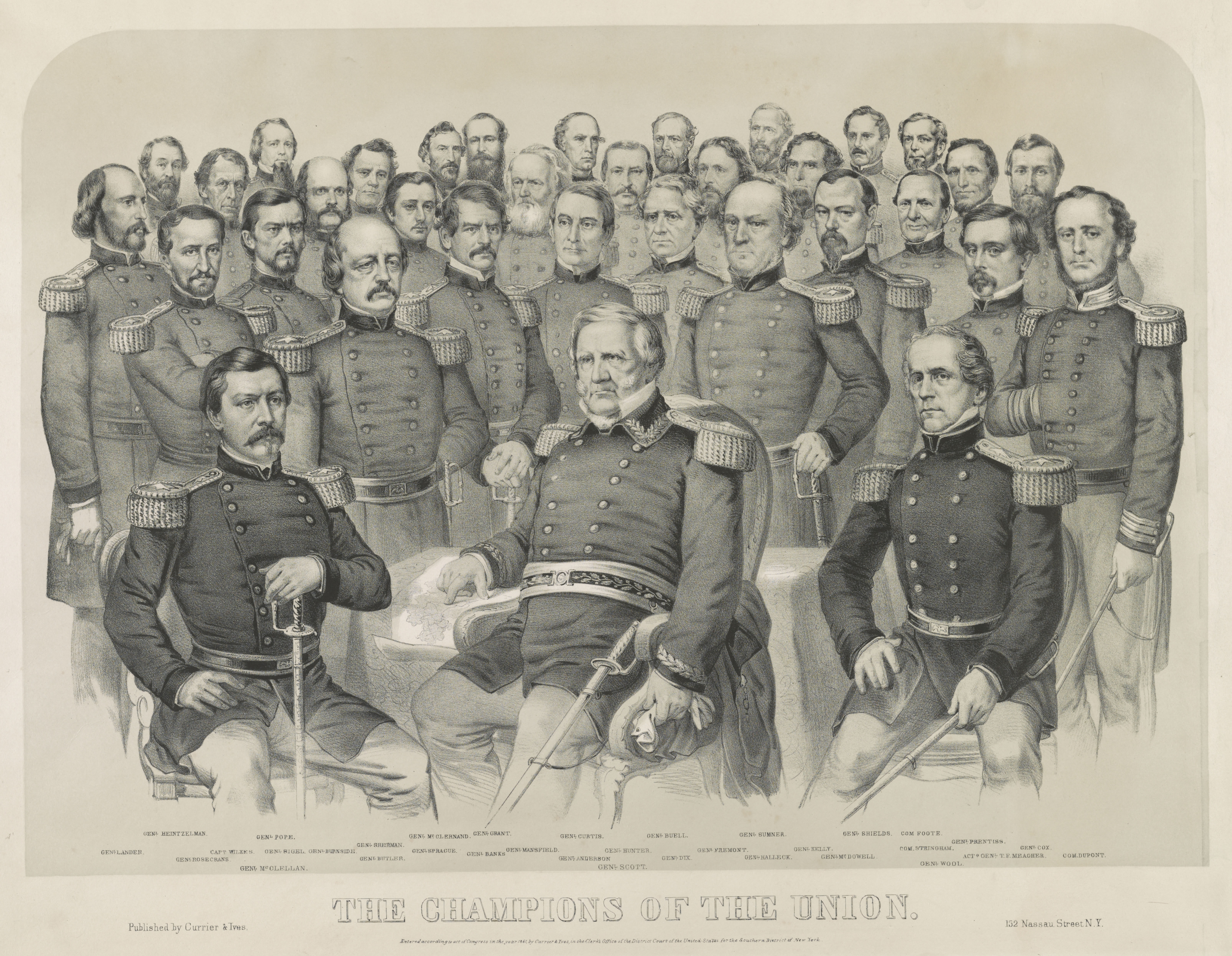
联邦军之冠 – 1861年石版画，作者：Currier＆Ives

斯科特是位年迈的老军人，参加过1812年战争和美墨战争，无法有效履行职责。他的继任者，麦克莱伦（McClellan）建立和训练了东部战区主要战斗力量、庞大波托马克军团。尽管麦克莱伦在士兵中很受欢迎，但由于他的谨慎策略和与总司令林肯总统的不和，麦克莱伦被剥夺了总司令的职务。（他在半岛会战和安提坦战役期间仍然是波托马克陆军的指挥官。 ）他的继任者亨利·W·哈雷克少将（Henry W. Halleck）在西部战区取得了成功，但他更多的是一名管理人员，而不是战略计划者和指挥官。
尤利西斯·格兰特（Ulysses S. Grant）是联邦军的最后一位指挥官。 在西部的胜利带给他巨大的名声。1864年3月，他被任命为陆军中将和联邦军总将军。格兰特督导波托马克军团（由他的下属乔治·米德将军正式领导）在弗吉尼亚展开了陸路会战（Overland Campaign），通过许多猛烈的消耗战给予联盟军最后的打击，而数量占优的联邦军比联盟军更能承受损失。格兰特在弗吉尼亚州彼得斯堡包围了李的部队，并最终占领了联盟国首都里士满。他制定了针对联盟的协调一致的进攻策略，包括最重要的威廉·谢尔曼在佐治亚州和南北卡罗来纳州的会战和菲利普·谢里登在谢南多厄山谷的会战。这些战役的特征是格兰特的另一种战略，即所谓的全面战争，即在进攻道路上大范围摧毁工厂和农场，使敌人无法获得继续战争所需的资源。
格兰特的批评者抱怨联邦军在他指挥间遭受了巨大的人员伤亡，但是林肯不会撤换格兰特，因为用林肯的话来说：“我无法放过这个人。他能打。”
其他著名的陆军领导人有纳撒尼尔·里昂（Nathaniel Lyon）（在战斗中被杀的第一个联邦将军），威廉·罗斯克拉恩斯（William Rosecrans），乔治·亨利·托马斯（George Henry Thomas）和威廉·谢尔曼。

## 联邦的胜利
格兰特和谢尔曼的决定性胜利迫使联盟军的大部队投降。第一次也是最重要的一次投降发生于1865年4月9日，罗伯特·E·李将军率领北弗吉尼亚军队在弗吉尼亚的阿波马托克斯（Appomattox Court House）向格兰特投降。尽管在接下来的几周内有其他联盟军的投降，例如约瑟夫·约翰斯顿在北卡罗来纳州的投降，但这个日期仍然标志着美国历史上最血腥的战争的结束，美国联盟国的终结，以及缓慢的重建的开始。

## 族群构成
联邦军军人由许多不同的种族组成，其中包括大量的移民。在联邦军中服役的白人中，约有25％是外国出生的。  这意味着约有160万人出生在美国本土，其中包括20万非裔美国人。大约20万士兵和水手出生在爱尔兰。尽管有些士兵来自更遥远的马耳他、意大利、印度和俄罗斯，但大多数其他外国出生的士兵来自英国和加拿大。
| 人数      | 百分比 | 出生/族裔 |
| --------- | ------ | --- |
| 1,000,000 | 45.4   | 土生土长的美国白人 |
| 216,000   | 9.7    | 德国 |
| 210,000   | 9.5    | 非裔美国人。一半是生活在北部的自由人，一半是来自南部的前奴隶。他们在超过160个“有色”军团和组织组成美国有色部队（USCT），主要由白人军官担任指挥。 |
| 200,000   | 9.1    | 爱尔兰 |
| 90,000    | 4.1    | 荷兰 |
| 50,000    | 2.3    | 加拿大 |
| 50,000    | 2.3    | 英国 |
| 40,000    | 1.8    | 法国或法裔加拿大人。大约一半在美国出生，另一半在魁北克                                                                                          |
| 20,000    | 0.9    | 北欧语（挪威语，瑞典语，芬兰语和丹麦语） |
| 7,000     | 0.3    | 意大利 |
| 7,000     | 0.3    | 犹太人 |
| 6,000     | 0.2    | 墨西哥 |
| 5,000     | 0.2    | 波兰（其中许多人在WłodzimierzKrzyżanowski将军麾下的布里格波兰军团服役）                                                                         |
| 4,000     | 0.1    | 美洲原住民，主要是Lenape ， Pamunkey ， Lumbee ， Seneca和Muscogee                                                                              |
| 295,000   | 6.4    | 其他几百个民族 |

许多移民士兵组成了自己族裔的部队，例如爱尔兰旅（纽约第69步兵团，纽约第63步兵团，纽约第88步兵团，马萨诸塞第28团，宾夕法尼亚第116团）；瑞士步兵团（密苏里州第15步兵团）；纽约第55步兵团；加里波第卫队（纽约第39团）；马丁内斯民兵（新墨西哥州第1团）；波兰军团（纽约第58团）；德国游骑兵；锡格尔步枪团（纽约第52团）；卡梅伦高原团（纽约第79志愿步兵团）；斯堪的纳维亚军团（威斯康新第15团）。但在大多数情况下，外国出生的士兵作为个人散布在整个部队中。

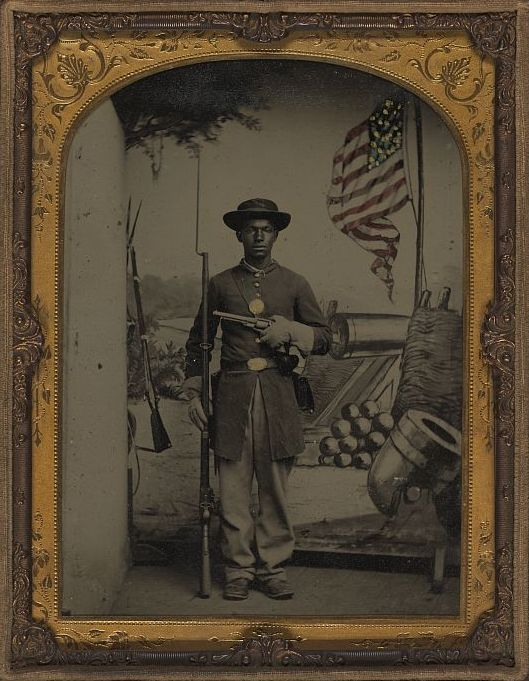
本顿军营中的一名非裔联邦士兵的肖像

相比之下，联盟军不是很多样化：联盟军中有91％的士兵是土生土长的白人，只有9％是外国出生的白人，其中爱尔兰人人数最多，其他包括德国人，法国人，墨西哥人（尽管其中大多数是在西南地区仍是墨西哥的一部分时出生的）和英国人。一些联盟国的宣传谴责了联邦军中外国出生的士兵，将他们比作美国独立战争时期令人讨厌的黑森佣兵。同样，数量相对较少一些的美洲原住民（切诺基，契卡索，乔克托和克里克人）也为联盟国而战。

## 逃兵和暴乱
逃兵是双方共同的一个重要问题。每天的战争苦难、强迫行军、干渴、令人窒息的高温、疾病、薪水延误、对家庭的关怀、对乏味徒劳的服役缺乏耐心、在战斗前夕的恐慌，厌战情绪、缺乏对指挥官的信心、以及挫败感（特别是对早期的联邦军而言），都趋于降低联邦军的士气并增加逃兵率。 
在1861年和1862年，战争对联邦军的发展非常不利。某些统计声称这段时间有18万逃兵。在战争最艰苦的两年，1863年和1864年，联邦军每天都有200多逃兵，在这两年中总共有15万次逃兵。战争四年来，联邦军的逃兵总数接近35万，15％的联邦士兵逃跑了。官方数字显示，整个战争期间，来自联邦军的逃兵人数为200,000，约占联邦军士兵的8％。由于将逃兵定义为失踪30天或更长时间，并且有些士兵在该时间段内返回，还有一些逃兵被贴上行动失踪标签，反之亦然，因此难以确定准确的计数。许多历史学家估计，联邦军的“真实”逃兵率在9-12％之间。 3个逃兵中约有1人自愿返回或被捕并被遣送回团。许多逃兵都是专业的“赏金骗子”，他们会领取入伍赏金，然后逃到别处去。如果不被抓获并判死刑，这种犯罪可以得到很好的回报。  

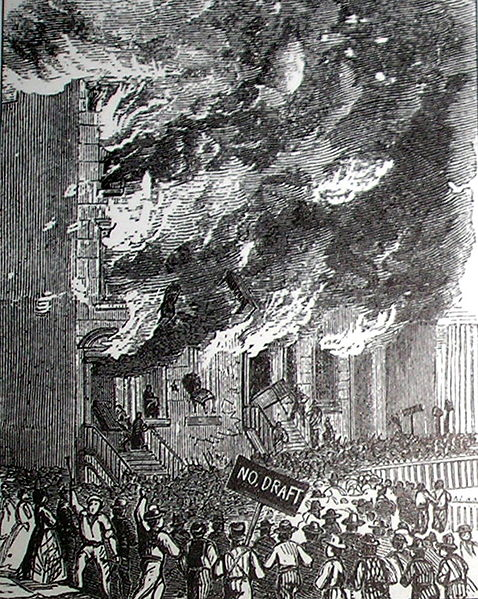
1863年纽约反征兵暴动期间，暴徒袭击建筑物

爱尔兰移民是著名的“纽约征兵暴动”的主要参与者。 受到民主党政客煽动性言论的鼓舞， 爱尔兰人在战争开始之前就对南方表示了强有力的支持，并长期反对废奴主义和自由黑人。他们认为他们带来了工作上的竞争，并指责他们压低了工资。爱尔兰移民指称，这场战争只是一场上流社会的废除奴隶制战争，目的是解放奴隶，他们可能向北迁移并竞争就业和住房，而贫穷的阶级不欢迎征兵，特别是在有钱人可以靠金钱购买豁免的情况下。穷人组成的俱乐部会为不幸的成员购买豁免。1863年征兵法的通过引发了暴乱，北部城市开始发生骚乱，其中最严重的是纽约市。据报道，主要由爱尔兰移民组成的暴乱人群在1863年夏天展开暴动，最严重的暴力事件发生在7月葛底斯堡战役进行的时候。暴民向非裔美国人的教堂和有色人种孤儿庇护所以及著名的新教废奴主义者的住所放火。据报道，亲联邦的纽约论坛报员工发射了两支加特林机枪驱散了闯进办公室的暴徒。骚乱的主要受害者是反奴隶制运动中的非洲裔美国人和活动家。直到在葛底斯堡取得胜利后，联邦军才被派遣回来。一些部队不得不开枪平息暴力并制止暴乱分子。估计有多达1,000人丧生或受伤。 中西部的农村地区和宾夕法尼亚州的煤矿地区爆发了几次小规模的暴动。

## 延伸阅读
- Bledsoe, Andrew S. Citizen-Officers: The Union and Confederate Volunteer Junior Officer Corps in the American Civil War. Baton Rouge, Louisiana: Louisiana State University Press, 2015. ISBN 978-0-8071-6070-1ISBN 978-0-8071-6070-1.
- Canfield, Daniel T. "Opportunity Lost: Combined Operations and the Development of Union Military Strategy, April 1861 – April 1862." Journal of Military History 79.3 (2015).
- Kahn, Matthew E., and Dora L. Costa. "Cowards and Heroes: Group Loyalty in the American Civil War." Quarterly journal of economics 2 (2003): 519–548. online version （页面存档备份，存于）
- Nevins, Allan. The War for the Union. Vol. 1, The Improvised War 1861–1862.  The War for the Union. Vol. 2, War Becomes Revolution 1862–1863.  Vol. 3, The Organized War 1863–1864. Vol. 4, The Organized War to Victory 1864–1865. (Charles Scribner's Sons, 1960–71. ISBN 1-56852-299-1ISBN 1-56852-299-1.)
- Prokopowicz, Gerald J. All for the Regiment: the Army of the Ohio, 1861–1862 (UNC Press, 2014). online
- Shannon, Fred A. The Organization and Administration of the Union Army 1861–1865. 2 vols. Gloucester, MA: P. Smith, 1965. OCLC 428886OCLC 428886. First published 1928 by A.H. Clark Co.
- Welcher, Frank J. The Union Army, 1861–1865 Organization and Operations. Vol. 1, The Eastern Theater. Bloomington: Indiana University Press, 1989. ISBN 0-253-36453-1ISBN 0-253-36453-1; . The Union Army, 1861–1865 Organization and Operations. Vol. 2, The Western Theater. (1993). ISBN 0-253-36454-XISBN 0-253-36454-X.